# Horisme murudensis
Horisme murudensis är en fjärilsart som beskrevs av Louis Beethoven Prout 1926. Horisme murudensis ingår i släktet Horisme och familjen mätare. Inga underarter finns listade i Catalogue of Life.